# Steven E. Aschheim
Steven Edward Aschheim (hebräisch סטיבן אדוארד אשהיים; geboren 19. Mai 1942 in Johannesburg, Südafrikanische Union) ist ein israelischer  Historiker.

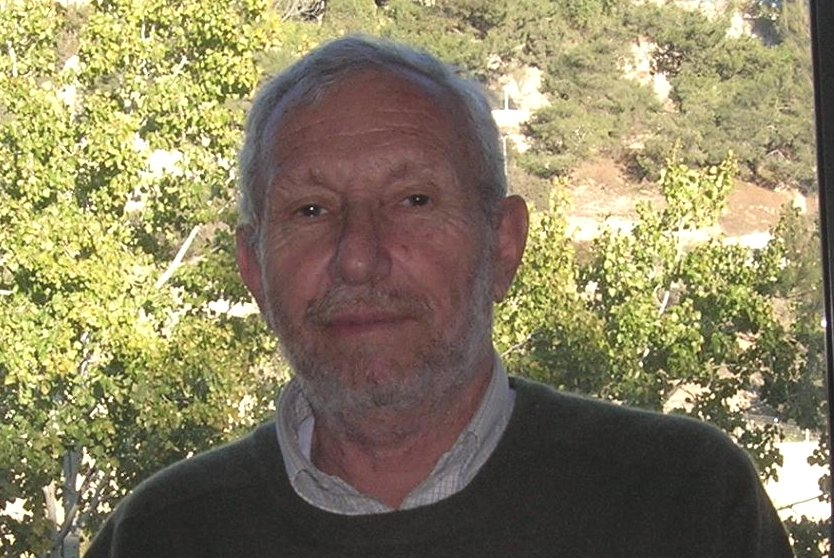
Steven Aschheim (2008)

## Leben
Steven Aschheims Eltern waren beide Flüchtlinge aus dem Deutschen Reich, die in Südafrika zusammentrafen und sich dort eine neue Existenz in der Textilwirtschaft aufbauten. Als Angehöriger der jüdischen Minorität engagierte er sich in der zionistischen Jugendorganisation Habonim.
Aschheim studierte von 1961 bis 1963 an der University of Witwatersrand mit einem Abschluss als B.A. und machte 1965 einen M.Sc. (Econ.) in Politischer Soziologie an der London School of Economics and Political Science (LSE). Aschheim zog nach Israel und lernte den Historiker George L. Mosse kennen, als dieser dort Gastvorlesungen gab. 1975 ging er zu ihm an die University of Wisconsin und wurde 1980 mit einer Dissertation über das Problem der Ostjuden im Deutschen Reich promoviert, wofür er seine Deutschkenntnisse intensivieren musste. Aschheim wurde durch Mosses Vermittlung Professor für jüdische Studien am Reed College und wechselte 1982 als Lecturer für deutsche Kulturgeschichte an die Hebräische Universität Jerusalem. 1998 erhielt er in Jerusalem eine volle Professur. Seine Vorlesungen hielt er zwar in Hebräisch, seine Publikationen erfolgten aber weiterhin ausschließlich in Englisch.
Aschheim ist mit der Malerin Hannah verheiratet, sie haben drei Kinder.

## Schriften (Auswahl)

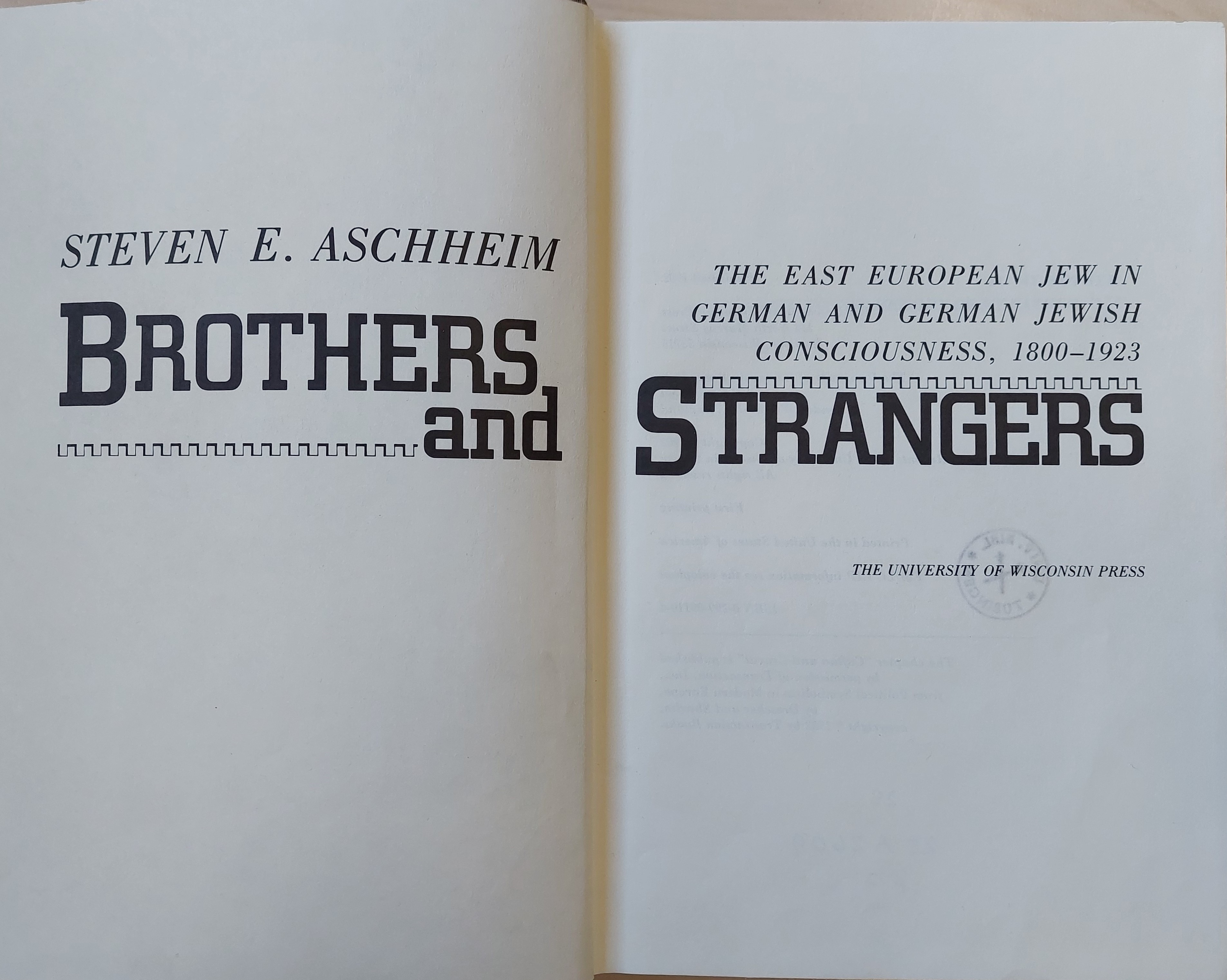
Dissertation 1980

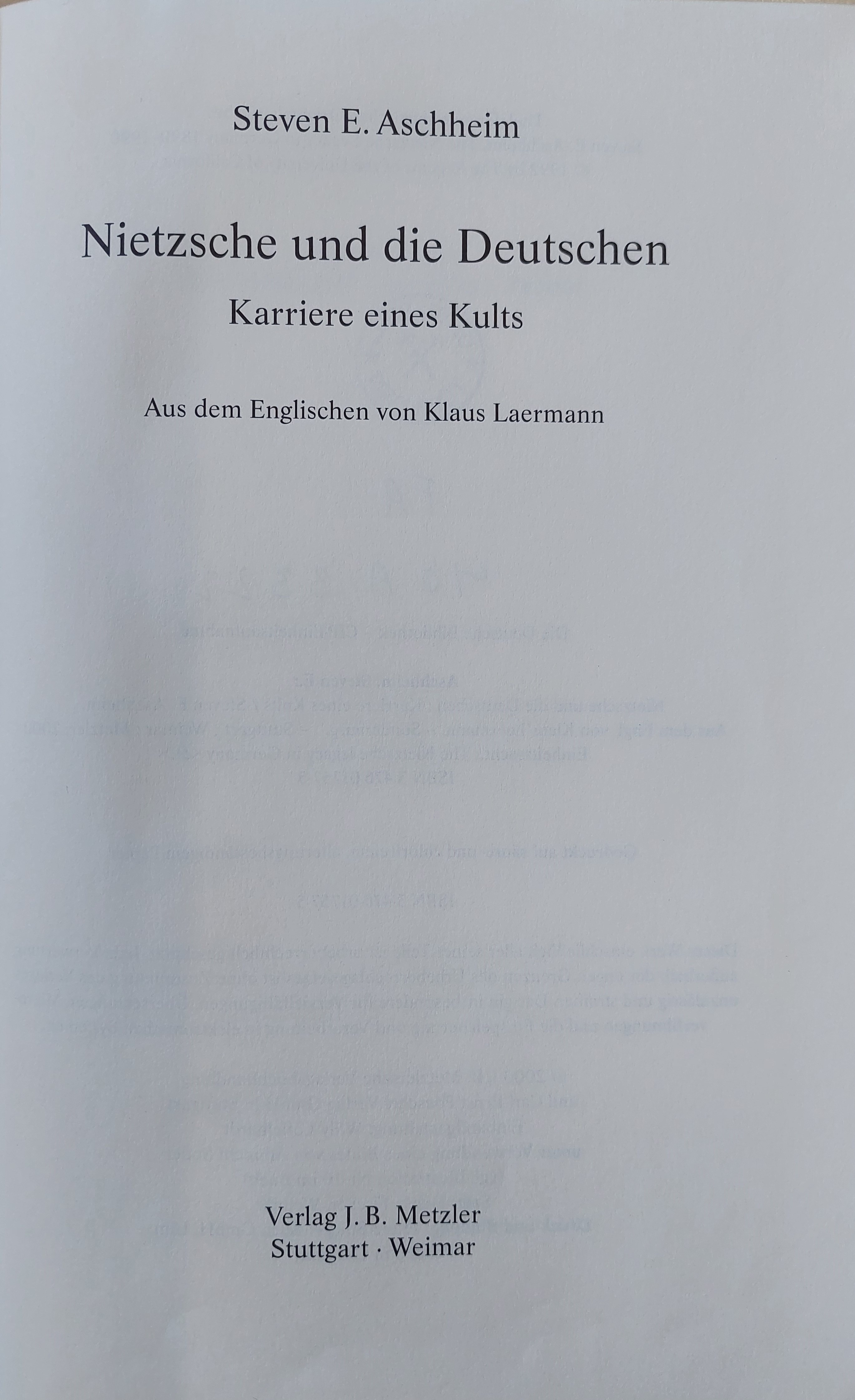
Nietzsche (zuerst 1992)

- Brothers and Strangers. The East European Jew in German and German-Jewish Consciousness, 1800–1923. Madison 1982
- Caftan and Cravat: The „Ostjude“ as a Cultural Symbol in The Development of German Anti-Semitism. In: Seymour Drescher, David Sabean und Allan Sharlin (Hrsg.): Political Symbolism in Modern Europe: Essays in Honor of George L. Mosse. Transaction Books, New Brunswick (NJ) 1982
- The Nietzsche legacy in Germany : 1890–1990. Berkeley, Calif. : Univ. of California Press, 1992
  - Nietzsche und die Deutschen. Karriere eines Kults. Übersetzung Klaus Laermann. Stuttgart: Metzler, 1996
- Culture and Catastrophe: German and Jewish Confrontations with National Socialism and Other Crises. London: Macmillan, 1996
- (Hrsg.): Hannah Arendt in Jerusalem. Princeton 2001
- Scholem, Arendt, Klemperer. Intimate Chronicles in Turbulent Times. Indiana University Press, Bloomington 2001
  - Scholem, Arendt, Klemperer : deutsch-jüdische Identität in Krisenzeiten. Übersetzung Jan Eike Dunkhase. Hamburg: Europäische Verlagsanstalt, 2023
- In Times of Crisis: Essays on European Culture, Germans and Jews. Madison: University of Wisconsin Press, 2001
- Beyond the Border. The German-Jewish Legacy Abroad. Princeton: Princeton University Press, 2007
- Steven E. Aschheim: The Tensions of Historical Wissenschaft. The Emigré Historians and the Making of German Cultural History, in: Andreas W. Daum, Hartmut Lehmann, James J. Sheehan (Hrsg.): The Second Generation: Émigrés from Nazi Germany as Historians. With a Biobibliographic Guide. New York: Berghahn Books, 2016, S. 178‒196
- Fragile Spaces : Forays into Jewish Memory, European History and Complex Identities. Berlin : De Gruyter, 2020